# Móng rồng đài lớn
Móng rồng đài lớn (danh pháp: Artabotrys phuongianus) là loài thực vật có hoa thuộc họ Na. Loài này được Nguyễn Tiến Bân mô tả khoa học đầu tiên năm 2000.